# Flags of the World

Vlag van de FOTW

Flags of the World (FOTW) is een internationale vereniging van vexillologen op het internet. Er is een online mailinglijst en een website (beide in het Engels) met de meest uitgebreide verzameling informatie en afbeeldingen over vlaggenoverlevering op het internet. 
De FOTW-mailinglijst werd in september 1993 opgericht door de Italiaan Giuseppe Bottasini met enkele tientallen leden, en de website bestaat sinds 1994. FOTW sloot zich in 2001 aan bij de Fédération Internationale des Associations Vexillologiques FIAV (Internationale Federatie van Vexillologische Verenigingen). De directeur van FOTW en Bottasini's opvolger sinds juni 1998 is de Canadees Rob Raeside.

## Website
De FOTW-website flagspot.net bestaat uit meer dan 65.000 pagina's met meer dan 129.000 vlaggenafbeeldingen (per oktober 2017) en bevat ook een uitgebreid vexillologisch woordenboek.
Naast Rob Raeside als grafisch redacteur werken 35 andere redacteuren van over de hele wereld op vrijwillige basis aan de website. De website wordt meestal wekelijks aangevuld en bijgewerkt met nieuw materiaal, maar sommige van de 22 mirrorpagina's in acht landen worden slechts maandelijks bijgewerkt. Door de grote hoeveelheid gegevens is niet alle informatie up-to-date en worden sommige mirrors niet meer bijgewerkt.
A. P. Burgers noemt in zijn The South African flag book uit 2008 de FOTW-website "zonder twijfel de meest uitgebreide vlaggenwebsite ter wereld". Het is de belangrijkste aanjager van de wereldwijde toename in interesse in en verzameling van gegevens over vlaggen. Volgens Peter J. Orenski in 2003 zijn alle andere vlaggenprojecten die ooit zijn ondernomen dwergen vergeleken met FOTW.
Naar eigen zeggen is de kwaliteit van de informatie die op de website wordt gepubliceerd zeer variabel: er staan niet alleen bekende vlaggen op, maar ook tekeningen en bijdragen die uitsluitend op geruchten zijn gebaseerd, die dienovereenkomstig worden gedocumenteerd. De gepubliceerde bijdragen worden uitdrukkelijk als privémeningen beschouwd. FOTW wijst alle verantwoordelijkheid voor de waarheidsgetrouwheid en juistheid van de gepubliceerde informatie af.

## Mailinglijst
De belangrijkste bron van gegevens op de FOTW-website zijn de bijdragen van de 1125 leden (stand februari 2013) van de FOTW-mailinglijst. Een groep redacteuren, gerekruteerd uit onbetaalde vrijwilligers, beheert en verwerkt de informatie. Een andere bron van gegevens zijn inzendingen voor FOTW van over de hele wereld. Er zijn geen niet-geverifieerde inzendingen op FOTW. De mailinglijst wordt beheerd door een List Master, wiens functie wordt ingevuld door leden.
De eerste host van de mailinglijst was CESI. In juli 1997 stapten ze over naar de Universiteit van Californië - Berkeley, een jaar later naar QNET.com, in 2000 naar eGroups.com en - na een toename van spam - in 2001 naar YahooGroups.com. Toen Yahoo Groups werd opgeheven, stapten ze weer over, nu naar groups.io.
List Master vanaf 1997 was de Amerikaan Josh Fruhlinger en vanaf 1998 de Amerikaan Edward Mooney. Ole Andersen uit Denemarken nam het stokje over in augustus 2000, gevolgd door Steve Kramer uit de VS in 2002 en António Martins-Tuválkin uit Portugal eind 2003 nadat hij om gezondheidsredenen met pensioen was gegaan. Hij werd vanaf 2005 gevolgd door André Coutanche uit het Verenigd Koninkrijk en Jonathan Dixon van 2007 tot 2009. Vanaf 2009 bekleedde de Fransman Ivan Sache het ambt en van 2011 tot 2013 was Nathan Lamm de nieuwe List Master. De huidige lijsttrekker is Dirk Schönberger.

## Vlag
De vlag van de organisatie is een asymmetrisch verticaal verdeelde witblauwe vlag met vijf naar boven gerichte sterren van verschillende kleuren die een cirkel rond een zwarte ster vormen. Het ontwerp is gemaakt door Mark Sensen en werd gekozen uit tien kandidaten door middel van een stemming op de mailinglijst. De vlag werd aangenomen op 8 maart 1996, waardoor 8 maart de vlaggetjesdag van FOTW werd.
Sensen legt de symboliek als volgt uit:
Wit staat voor vrede, blauw voor vooruitgang. De zes kleuren van de sterren zijn de meest gebruikte kleuren in vlaggen. Samen vormen de vele sterren de cirkel als een groter symbool. De verbinding die de sterren op deze manier vormen, staat voor het internet.
De vlag wordt vooral online gebruikt. Hij bestaat echter ook als echte vlag, die bijvoorbeeld op vexillologische congressen wordt gebruikt.

## Sociale media
Met "Flags of the World (FOTW)" is er een uitloper op Facebook. Deze werd in 2010 opgericht door Edward Mooney Jr. en heeft momenteel 13.000 leden (per augustus 2020).